# Monedas de euro de la Ciudad del Vaticano
El euro (EUR o €) es la moneda oficial de las instituciones de la Unión Europea desde 1999, cuando sustituyó al ECU, de los Estados que pertenecen a la eurozona y de los micro-Estados europeos con quienes la Unión tiene acuerdos al respecto. También es utilizado de facto en Montenegro y Kosovo. Las monedas de euro están diseñadas de tal manera que en su anverso muestran un diseño específico del Estado emisor mientras que en su reverso muestran un diseño común.
Si bien Ciudad del Vaticano no pertenece a la eurozona, usa el euro y acuña sus propias monedas desde su creación en virtud de un acuerdo firmado con Italia a título de la Unión Europea. Este acuerdo fue renegociado con la Unión Europea y entró en vigor el 1 de enero de 2010.
En 2007, el lado común de las monedas de euro cambió. En las monedas de euro de Ciudad del Vaticano (así como en las de Austria, Italia, Portugal y San Marino) el cambio se hizo en 2008.

## Diseño regular
Las monedas de euro vaticanas llevan distintos motivos: usualmente es la efigie del papa que en el momento de acuñación de la serie esté rigiendo la Santa Sede. Asimismo tiene la insignia CITTÀ DEL VATICANO, las 12 estrellas de la Unión Europea y el año de acuñación. 
Las monedas de la primera serie (2002-2005) llevan la efigie del papa Juan Pablo II. Dada su muerte en 2005, la segunda serie (2005) porta la insignia el escudo del cardenal camarlengo y las palabras Sede Vacante. Las monedas de la tercera serie (2006-2013) reproducen la efigie del pontífice Benedicto XVI. Tras la renuncia de este y tras una recomendación dictada por la Comisión Europea en 2008 (que en 2012 pasó a ser reglamento) sobre las caras nacionales de las monedas de euro en la que se dictaba que "el hecho de que la Jefatura del Estado quede vacante de manera temporal o sea ocupada con carácter provisional no debe dar derecho a que se modifiquen las caras nacionales de las monedas normales en euros", no se volvieron a acuñar monedas de euro normales con el motivo de "Sede Vacante". La cuarta serie (2014-2016) fue la del papa Francisco. Las de la quinta serie, iniciada en 2017, muestran el escudo de armas del papa Francisco. Este último cambio se pudo hacer ya que habían pasado los quince años que como mínimo deben transcurrir para variar los diseños utilizados en las caras nacionales de las monedas de euro normales (a no ser que cambie el jefe de Estado al que hagan referencia o debido a modificaciones necesarias para evitar la falsificación).
|                                                                    |
| Juan Pablo II, motivo de todas las monedas de euro de 2002 a 2005. |

| |
| Escudo de armas del Cardenal Camarlengo Eduardo Martínez Somalo, motivo de todas las monedas de euro en 2005 (segunda serie). |

|                                                                    |
| Benedicto XVI, motivo de todas las monedas de euro de 2006 a 2013. |

|                                                                |
| Francisco, motivo de todas las monedas de euro de 2014 a 2016. |

|                                                                                              |
| Escudo de armas del Papa Francisco, motivo de todas las monedas de euro de 2017 en adelante. |

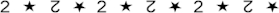
Canto de la moneda de 2 euro vaticana.

## Cantidad de piezas acuñadas
Las monedas de euro de la Ciudad del Vaticano son acuñadas por Italia.
|      | €0.01 | €0.02 | €0.05 | €0.10 | €0.20 | €0.50 | €1.00 | €2.00 |
| ---- | ----- | ----- | ----- | ----- | ----- | ----- | ----- | ----- |
| 2002 |       |       |       |       |       |       |       |       |
| 2003 |       |       |       |       |       |       |       |       |
| 2004 |       |       |       |       |       |       |       |       |
| 2005 |       |       |       |       |       |       |       |       |
| 2006 |       |       |       |       |       |       |       |       |
| 2007 |       |       |       |       |       |       |       |       |
| 2008 |       |       |       |       |       |       |       |       |
| 2009 |       |       |       |       |       |       |       |       |
| 2010 |       |       |       |       |       |       |       |       |
| 2011 |       |       |       |       |       |       |       |       |
| 2012 |       |       |       |       |       |       |       |       |
| 2013 |       |       |       |       |       |       |       |       |
| 2014 |       |       |       |       |       |       |       |       |
| 2015 |       |       |       |       |       |       |       |       |

## Monedas conmemorativas en euro de la Ciudad del Vaticano
Para más información, véase monedas conmemorativas de 2 euros.
| Año  | Motivo | Emisión | Imagen |
| ---- | --- | ------- | ------ |
| 2004 | 75.º Aniversario de la fundación del Estado de la Ciudad del Vaticano En la parte interna figura una representación esquemática de los muros que rodean la Ciudad del Vaticano, con la Basílica de San Pedro en primer plano. Las inscripciones 75º ANNO DELLO STATO («75º AÑO DEL ESTADO») y 1929-2004 aparecen alrededor de los bordes izquierdo y superior derecho de la parte central, respectivamente. En la parte inferior derecha, en letra más pequeña, figuran el nombre del diseñador Veroi y las iniciales de la grabadora, L.D.S. INC. (Luciana de Simoni incidit, «grabó»); y a la derecha, la marca de ceca R. Las doce estrellas de la Unión Europea y la inscripción CITTA' DEL VATICANO («CIUDAD DEL VATICANO») están localizadas en el anillo exterior, rodeando el diseño.                                    |         |        |
| 2005 | XX Jornada Mundial de la Juventud: Colonia En la parte interna de la moneda figura una representación de la catedral de Colonia con un cometa en la parte superior del diseño. En la zona superior, las palabras XX GIORNATA MONDIALE DELLA GIOVENTU' forman un semicírculo, interrumpido por la cola del cometa y una de las torres de la catedral. Las doce estrellas en semicírculo adornan la parte superior del anillo exterior. Arriba del todo, el año de acuñación 2005 y la marca de ceca R están insertadas entre las estrellas. En la parte inferior del anillo exterior, las palabras CITTA' DEL VATICANO forman un semicírculo. A la izquierda, en letra más pequeña, figura el nombre de la diseñadora Longo; y a la derecha, las iniciales del grabador E.L.F. INC. (Ettore Lorenzo Frapiccini incidit, «grabó»). |         |        |
| 2006 | V centenario de la Guardia Suiza Pontificia La moneda representa un guardia suizo prestando juramento solemnemente sobre la bandera de la Guardia. El guardia está rodeado por la inscripción GUARDIA SVIZZERA PONTIFICIA («GUARDIA SUIZA PONTIFICIA») formando un semicírculo completo; en la parte situada bajo la bandera, el nombre del Estado emisor CITTA' DEL VATICANO. El año 1506 aparece a la izquierda, sobre la firma del grabador O. Rossi, que se encuentra sobre el asta de la bandera. El año 2006 aparece arriba a la derecha, sobre la marca de ceca R. Bajo la marca de ceca aparecen las iniciales de la grabadora MCC INC. (Maria Carmela Colaneri incidit, «grabó»). Las doce estrellas de la bandera europea figuran en el anillo exterior.                                                               |         |        |
| 2007 | 80 Cumpleaños del Papa Benedicto XVI La parte interna de la moneda representa el busto de Su Santidad el Papa Benedicto XVI de perfil, mirando hacia la izquierda. La leyenda BENEDICTI XVI P.M. ÆTATIS ANNO LXXX · CITTA' DEL VATICANO está grabada alrededor del retrato. La marca de ceca R, el año 2007 y las iniciales de la grabadora MCC INC. aparecen al lado izquierdo. El nombre de la diseñadora, Longo, aparece del lado derecho. Las doce estrellas de la Unión figuran en el anillo exterior de la moneda. |         |        |
| 2008 | Bimilenario del nacimiento del Apóstol San Pablo La moneda muestra la conversión de San Pablo en su camino a Damasco (la ciudad es visible al fondo); el santo, cegado por la luz celestial, cae de su caballo encabritado. Alrededor del diseño hay dos inscripciones: la del país emisor CITTA' DEL VATICANO («CIUDAD DEL VATICANO») a la izquierda y la leyenda ANNO SANCTO PAVLO DICATO a la derecha. El año 2008 se muestra a la derecha, así como la marca de ceca R y el nombre del escultor, VEROI. Bajo el dibujo se aprecia el texto L.D.S. INC. (Luciana de Simoni incidit, «grabó»). En el anillo exterior se muestran las doce estrellas de la Unión Europea. |         |        |
| 2009 | Año Internacional de la Astronomía El disco interior de la moneda muestra un fragmento de La creación del Sol y la Luna, de Miguel Ángel, junto con algunos instrumentos astronómicos. La marca de ceca R se encuentra en el cuadrante inferior izquierdo y el año de emisión 2009 aparece en la parte inferior. A ambos lados del año se leen los nombres de la grabadora (M.C.C. INC., Maria Carmela Colaneri incidit, «grabó») y la diseñadora (O. ROSSI, por Orietta Rossi). El diseño está rodeado por dos textos: abajo a la izquierda la leyenda ANNO INTERNAZIONALE DELL’ASTRONOMIA («AÑO INTERNACIONAL DE LA ASTRONOMÍA») y arriba a la derecha el nombre del país emisor, CITTA' DEL VATICANO («CIUDAD DEL VATICANO»). El anillo externo muestra las doce estrellas de la Unión.                                       |         |        |
| 2010 | Año Sacerdotal La parte interna de la moneda muestra a un pastor sacando un cordero de las fauces de un león. Hay dos inscripciones en torno al diseño: el país emisor en la parte superior (CITTA' DEL VATICANO, «CIUDAD DEL VATICANO») y el motivo de la emisión (ANNO SACERDOTALE, «AÑO SACERDOTAL»). Además, el año de la emisión 2010 se muestra a la izquierda del diseño, además de la marca de ceca R (Roma) en la parte inferior y el nombre del artista (VEROI) a la derecha. La parte exterior de la moneda muestra las doce estrellas de la bandera europea. |         |        |
| 2011 | XXVI Jornada Mundial de la Juventud: Madrid |         |        |
| 2012 | VII Encuentro Mundial de las Familias |         |        |
| 2013 | Sede Vacante |         |        |
| 2013 | XXVIII Jornadas Mundiales de la Juventud: Río de Janeiro |         |        |
| 2014 | 25.º Aniversario de la caída del Muro de Berlín |         |        |
| 2015 | VIII Encuentro Mundial de las Familias: Filadelfia |         |        |
| 2016 | Bicentenario de la Gendarmería Vaticana |         |        |
| 2016 | Año Santo de la Misericordia |         |        |
| 2017 | Centenario de las Apariciones de Fátima |         |        |
| 2017 | 1950º Aniversario del martirio de San Pedro y San Pablo |         |        |
| 2018 | Año Europeo del Patrimonio Cultural |         |        |
| 2018 | 50.º Aniversario de la muerte del Padre Pío |         |        |
| 2019 | 25.º aniversario de la restauración de la Capilla Sixtina |         |        |
| 2019 | 90° aniversario de la fundación del Estado de la Ciudad del Vaticano |         |        |
| 2020 | Centenario del nacimiento de Juan Pablo II |         |        |
| 2020 | V centenario de la muerte de Rafael |         |        |
| 2021 | 450.º aniversario del nacimiento de Caravaggio |         |        |
| 2021 | VII centenario de la muerte de Dante Alighieri |         |        |
| 2022 | 125° aniversario del nacimiento del Papa Pablo VI |         |        |
| 2022 | 25° aniversario de la muerte de la Madre Teresa de Calcuta |         |        |